# DJ KAORI'S INMIX 4
『DJ KAORI'S INMIX 4』（ディージェー カオリーズ インミックス フォー）は、日本のDJ、DJ KAORIによるリミックス・アルバムである。

## 収録曲
1. ドント・ストップ・ザ・ミュージック/ リアーナ
2. クローサー/ニーヨ
3. フォーエヴァー/クリス・ブラウン
4. ホワット・ユー・ガント feat.エイコン/コルビー・オドニス
5. ボーイフレンド ガールフレンド feat.キーシャ・コール/C-サイド
6. ロリロリ（ポップ・ザット・ボディ） feat.プロジェクト・パット、ヤング.D＆スーパーパワー/スリー・6・マフィア
7. ジャストダンス feat.コルビー・オドニス/レディー・ガガ
8. ホエン・アイ・グロウ・アップ/プッシーキャット・ドールズ
9. ジャスト・ファイン/メアリー・J. ブライジ
10. センシャル・セダクション/スヌープ・ドッグ
11. ブーティ・ミュージック/ギット・フレッシュ
12. デンジャラス feat.エイコン/カーディナル・オフィシャル
13. テイク・ユー・ザア/ショーン・キングストン
14. レット・イット・ロック feat.リル・ウェイン/ケヴィン・ルドルフ
15. ヒア・アイ・アム feat.エイヴリー・ストーム、ネリー/リック・ロス
16. レイン/レイザー
17. ファイナー・シング feat.カニエ・ウェスト、フェボラス、ジャーメイン・デュプリ、ニーヨ/DJフェリ・フェル
18. ベイビー feat.ザ・ドリーム/LL・クール・J
19. ヒーロー feat.ケリー・ヒルソン/ナズ
20. 恋は慢心に御用心 feat.ベイビーフェイス/リル・ウェイン
21. フラッシング・ライツ feat.ドゥウェレ/カニエ・ウェスト
22. ラヴィン・ユー・ロング・タイム/マライア・キャリー
23. ミス・インディペンデント/ニーヨ
24. アイ・ノウ/ジェイ・Z
25. パーティー・ピープル feat.ファーギー/ネリー
26. ゴット・マネー feat.T-ペインマネーは寝て待て！/リル・ウェイン
27. アイ・ニード・ユー/ザ・デイ
28. ノー・エア/ジョーダン・スパークス デュエット クリス・ブラウン
29. フローズン〜恋は瞬間冷凍 feat.エイコン/タミー・チン
30. ライト・ナウ/エイコン
31. ラヴ・イン・ディス・クラブ/アッシャー